# 拉瑪那修道院

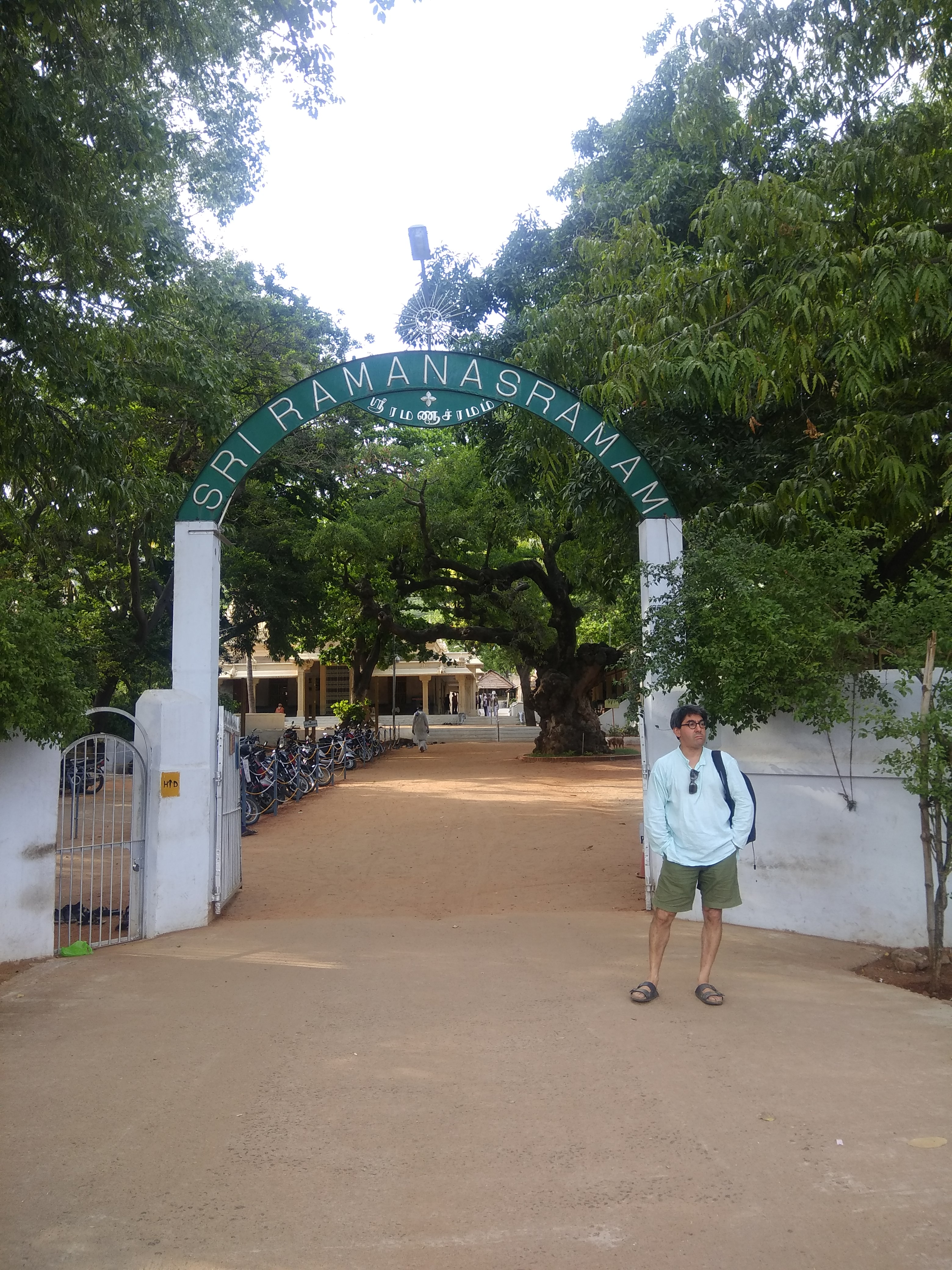
拉瑪那修道院入口

拉瑪那修道院或道場 (Sri Ramanasramam 或 Sri Ramana Ashram)，為印度近代聖者拉瑪那·馬哈希進入涅槃之前於西元1922年至1950年間的停留處，位處以濕婆神的化身聞名的聖炬山 (Holy Arunachala Hill)的山腳下、泰米爾納德邦蒂魯瓦納馬萊以西，每年有數百萬的求道者來此達顯(Darshan)，感受聖者馬哈希的臨在並獲得祝福。他的三摩地 (梵文Samadhi，意指聖者的陵墓) 持續吸引全世界各地的求道者前來朝聖。

## 歷史

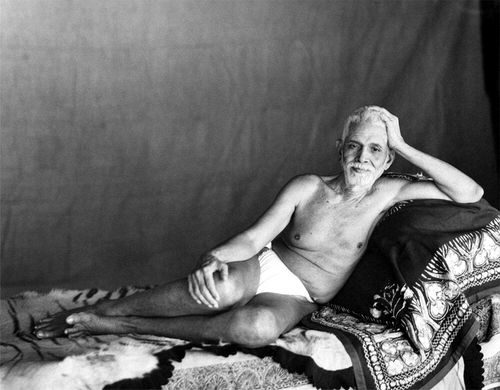
拉瑪那·馬哈希

拉瑪那修道院是圍繞著聖者拉瑪那·馬哈希母親Alagammal的三摩地逐步擴建為現今的規模。最初只有一間小茅屋。到了1924年又搭起了另兩間，一間在陵墓的對面，一間在北面。
最初一批西方訪客包括1931年到訪的英國作家Paul Brunton，幸得他撰寫的《印度尋祕之旅：在印度遇見馬哈希》(1934)及《秘徑》，西方世界始能認識拉瑪那·馬哈希之名。此外，1938年拜訪修道院的作家威廉·薩默塞特·毛姆，分別之後便以拉瑪那·馬哈希為1944年暢銷小說《剃刀邊緣》中神人Shri Ganesha的範型。其他訪客尚有斯瓦米·希瓦南達、尤迦南達、 Alfred Sorensen (Sunyata)及為無為。
Arthur Osborne在修道院待了20年，為修道院編纂刊物《山徑》，並撰寫了數本跟拉瑪那及其教誨有關的書。Mouni Sadhu於1949年來訪，他在修道院待了數月之久。David Godman於1976年來訪修道院，自那時起便編寫了14本關乎拉瑪那主題的書。他持續住在修道院附近。
拉瑪那的胞弟，Niranjananda斯瓦米於1916年偕同母親搬到修道院，並在那裡度過餘生，負責管理修道院。Niranjananda斯瓦米的兒子、孫子皆在修道院擔任要職，繼續以奉獻服務的精神照管修道院。

## 註記
1. ↑  拉瑪那修道院 的存檔，存档日期2011-07-21.蒂魯瓦納馬萊網站。
2. ↑  卒於1922年五月19日
3. ↑  原題A Search in Secret India （页面存档备份，存于）
4. ↑  暫譯，原題The Secret Path
5. ↑  Zaleski, p. 219
6. ↑  . Mint (newspaper)（英语：Mint (newspaper)）. 2008-05-17.
7. ↑  Yogananda , p. 384
8. ↑  Sri Ramanasramam history 的存檔，存档日期2010-03-10.
9. ↑  Mouni Sadhu，《那些偉大和平的日子》二版，1957年G Allen and Unwin出版
10. ↑  Osborne, p. 119

## 外部連結
- 拉瑪那修道院官網
- 拉瑪那修道院地圖標示（页面存档备份，存于）
- 馬哈希社群臉書